# Evie Templeton
Evie Templeton (Barbados, 2009) es una actriz británica de origen barbadense, conocida por sus apariciones en cintas como Pinocho (2022), Ritos ocultos (2023) como Grace Holland, e interpreto a Laura en la película de terror, Return to Silent Hill (2024).
Templeton nació en Barbados de padres ingleses, y creció en Londres, Inglaterra. Comenzó su carrera en teatro a los 6 años, apareciendo en comerciales y cortometrajes, y más tarde obtuvo una beca para estudiar actuación en la London Academy of Music and Dramatic Art (LAMDA). En teatro apareció en obras como Cats, Shrek: The Musical, Matilda, y The Wizard of Oz.

## Filmografía

### Cine
- Pinocho (2022) como Niña de la isla.[1]
- Ritos ocultos (2023) como Grace Holland.[1]
- Return to Silent Hill (2023) como Laura.[2]

### Televisión
- Red (Corto, 2020) como Tally.
- Life After Life (2022) como Freida.
- Wednesday (2025) como Agnes DeMille.

### Videojuegos
- Save Luna (Videojuego, 2021) como Chica silenciosa.
- SILENT HILL 2 (2024) como Laura